# Жарылгап батыр
Жарылгап батыр (каз. Жарылғап батыр, до 2006 г. — Акчатау) — аул в Шетском районе Карагандинской области Казахстана. Административный центр Акчатауского сельского округа. Код КАТО — 356438100.
Прежнее название села Жарылгап-батыр — Жамши.

## Население
В 1999 году население аула составляло 603 человека (311 мужчин и 292 женщины). По данным переписи 2009 года, в ауле проживал 391 человек (206 мужчин и 185 женщин).